# Brodce
Brodce (Deutsch: Brodetz) ist eine MinderStadt im Okres Mladá Boleslav in der Region Mittelböhmen in der Tschechischen Republik. Sie hat ungefähr 1100 Einwohner. Brodce liegt etwa 10 km südlich von Mladá Boleslav und etwa 42 km nordöstlich von Prag.

## Geographie

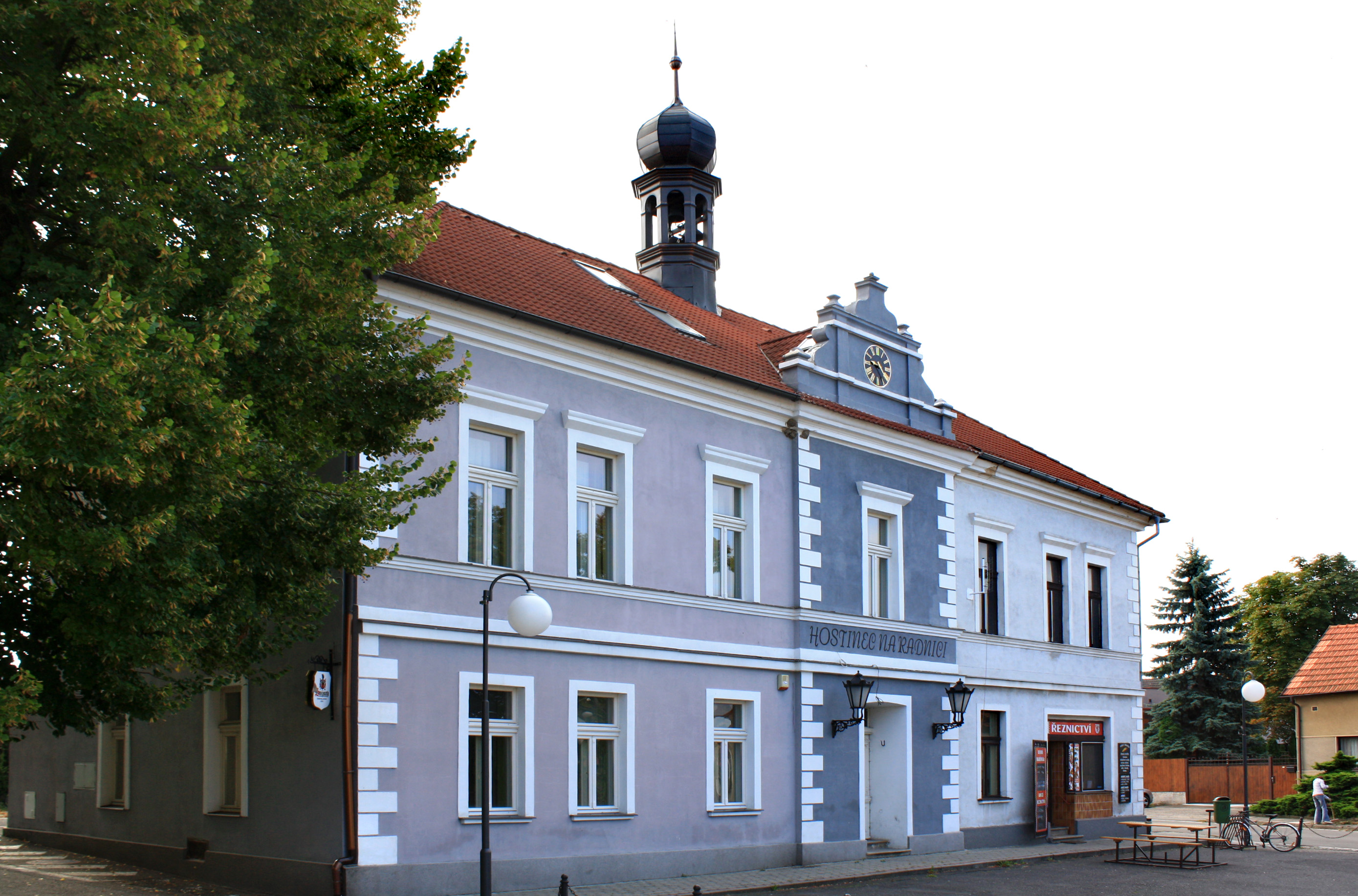
Altes Rathaus von Brodce

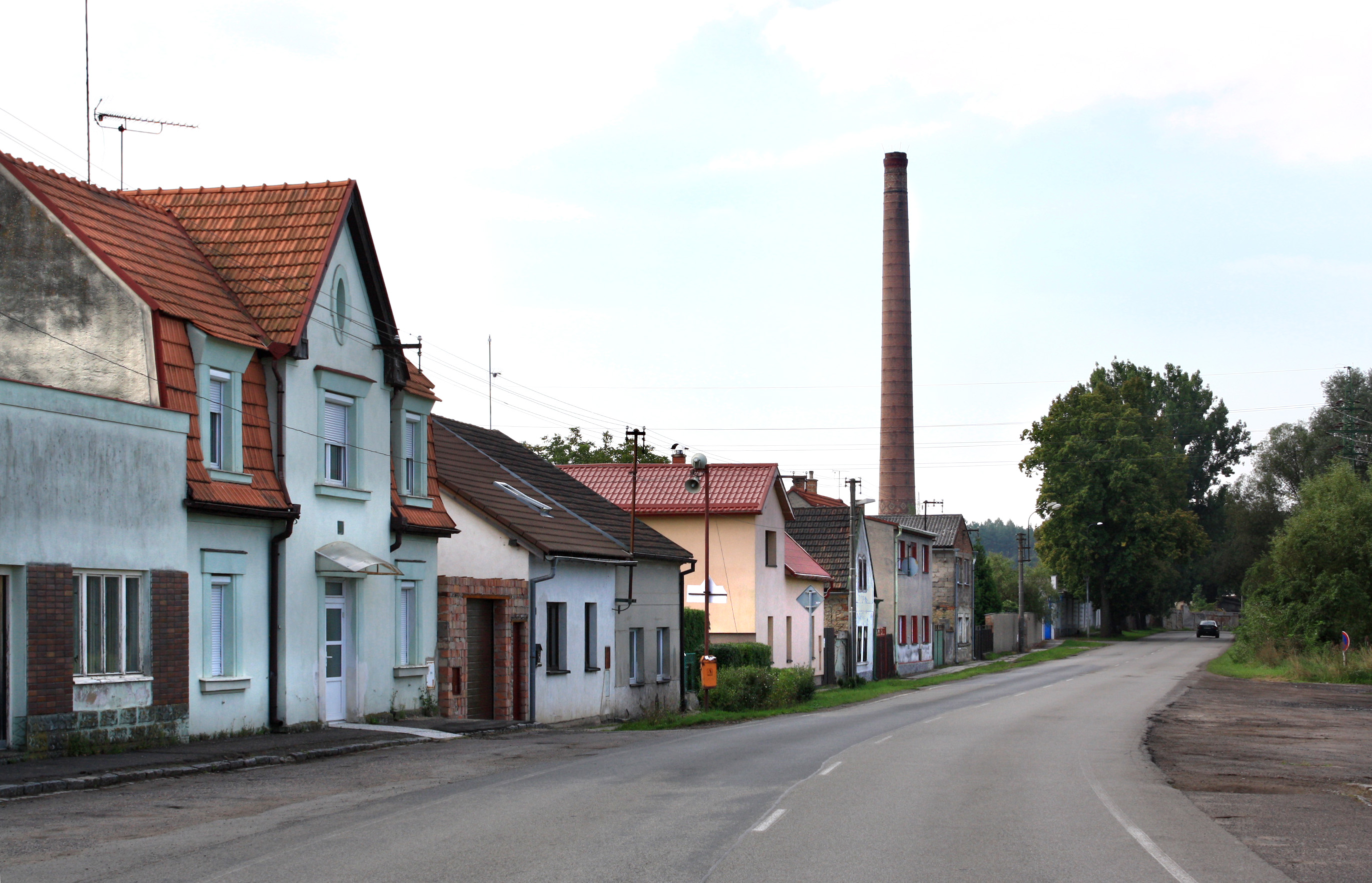
Hauptstraße von Brodce

Der Ort liegt an der Dálnice 10 im Tal des Flüsschens Jizera auf einer Höhe von ca. 204 m n.m. Auf dem westlichen Ufer des Flusses schließt sich direkt Horky nad Jizerou an. Die nächstgelegenen Orte entlang der Überlandstraße sind Benátky nad Jizerou im Süden und Písková Lhota im Norden.

## Geschichte
Brodce wurde 1130 zum ersten Mal schriftlich erwähnt.